# Суеркулов, Шамшидин Суеркулович
Шамшиди́н Суерку́лович Суерку́лов (кирг. Шамшидин Сүйөркулов; 5 декабря 1929 год, село Шайдан — 30 мая 1992 года) — заведующий хирургическим отделением Ленинской районной больницы Ошской области Киргизской ССР. Герой Социалистического Труда (1978). Заслуженный врач Киргизской ССР (1976).

## Биография
Родился в 1929 году в крестьянской семье в селе Шайдан (ныне — Ноокенский район).
В 1954 году окончил Киргизский медицинский институт, после чего трудился хирургом в Ленинской районной больнице. В 1961 году ему было присвоена квалификация хирурга 1-й категории. С 1968 года — заведующий хирургическим отделением в этой же больнице.
Будучи заведующим отделения, внедрял передовые методы лечения. Указом Президиума Верховного Совета СССР от 23 октября 1978 года удостоен звания Героя Социалистического Труда с вручением ордена Ленина и золотой медали «Серп и Молот».
Проживал в селе Масы.
Награды
- Орден Ленина — дважды (20.07.1971 — № 404815; 1978)
- Орден Трудового Красного Знамени от 2 декабря 1966 года № 458268
- Заслуженный врач Киргизской ССР от 29 июня 1976 года № 1992
- Отличник здравоохранения — приказом № 239 Министерства здравоохранения СССР от 27 мая 1966 .

Память
- Его именем названа улица в его родном селе Шайдан.
- Именем Шамшидина Суеркулова названы районная больнице и средняя школа № 35 в районном центре Ноокенского района селе Масы.
- О Шамшидине Суеркулове на киностудии Киргизфильм снят документальный фильм «За жизнь человека» (1980)[1].